# أ. إس. جي. كارناهان
أ. إس. جي. كارناهان هو مدرس ودبلوماسي وسياسي أمريكي، ولد في 9 يناير 1897 في إلسينور في الولايات المتحدة، وتوفي في 24 مارس 1968 في روشستر في الولايات المتحدة. نشط حزبياً في الحزب الديمقراطي.

## مناصب
- انتخب سفير.
- انتخب سفير الولايات المتحدة لدى سيراليون [الإنجليزية]‏ (1961 – 1963).
- انتخب مشرف (تعليم).
- انتخب عضو مجلس النواب الأمريكي (3 يناير 1949 – 3 يناير 1961).
- انتخب عضو مجلس النواب الأمريكي (3 يناير 1945 – 3 يناير 1947).